# مورتشين (غرمسار كرمان)
مورتشین (بالفارسية: مورچین) هي منطقة سكنية تقع في إيران في قسم غرمسار الریفي.